# Kovácsvágás
Kovácsvágás é um município da Hungria, situado no condado de Borsod-Abaúj-Zemplén. Tem 21,08 km² de área e sua população em 2015 foi estimada em 667 habitantes.